# 非正式帝国
非正式帝国（Informal empire）是指一個國家不是靠行政長官或軍隊而是通過商人與銀行家或外交官來維持的勢力範圍，這些勢力範圍不是帝国的正式殖民地、保护国、或附庸国，但這些地區對帝國的商业、战略或军事利益來說至關重要。根据历史学家杰里米·布莱克（Jeremy Black）的说法，諸如莫斯科公司、黎凡特公司、东印度公司和哈德逊湾公司等特许公司的經營活動範圍就是典型的非正式帝国。